# 穆尼山
86°34′S 145°48′W / 86.567°S 145.800°W
穆尼山（英語：Mount Mooney）是南極洲的山峰，位於瑪麗伯德地，處於拉戈斯山脈以北，屬於毛德王后山脈的一部分，海拔高度2,850米，在1934年12月由美國探險隊發現，現時由南極條約體系管理。